# Halifax Metro Centre
Halifax Metro Centre, oficiálním názvem Scotiabank Centre, je největší víceúčelová hala v kanadském městě Halifax v provincii Nové Skotsko. Byla postavena v roce 1978. Nachází se vedle World Trade and Convention Centre, u úpatí kopce Citadel Hill. Koncem 90. let 20. století prošla mnohými rekonstrukcemi, při kterých bylo přidáno 43 SkyBoxů a 11 "Executive Suites". Před hokejovou sezónou 2002/2003, během příprav na juniorské mistrovství, byli namontovány LED obrazovky SiverVision a bodovací tabule.
Její kapacita je 10 595 míst pro lední hokej, 11 000 pro basketbal a 15 000 pro koncerty.
V roce 2008 se zde konalo Mistrovství světa v ledním hokeji 2008.